# Веленгурин, Николай Фёдорович
Никола́й Фёдорович Веленгу́рин (10 октября 1924 года, хутор Ново-Кузнецовский, Ростовская область — 5 марта 1998 года, Краснодар) — советский и российский прозаик, писатель, литературный критик, литературовед. Член Союза писателей СССР (1961). Участник Великой Отечественной войны. Заслуженный работник культуры РСФСР (1985). Заслуженный работник культуры Российской Федерации. Почётный гражданин города Абинска.

## Жизнь и творчество
Николай Фёдорович Веленгурин родился 10 октября 1924 года на Дону, в хуторе Ново-Кузнецовском Мечетинского (ныне Зерноградского) района Ростовской области. В 1930 году вместе с родителями переехал на Кубань в станицу Староминскую. После окончания средней школы в станице Староминской в 1942 году добровольцем ушёл на фронт. В рядах 339-й стрелковой дивизии сражался с гитлеровскими оккупантами при обороне Кавказа на подступах к Новороссийску. В 1943 году во время штурма «Голубой линии» был тяжело ранен. За мужество и отвагу, проявленные в боях, награждён орденами Отечественной войны 1 и 2 степени и многими медалями.
После ранения Николай Фёдорович работал первым секретарем Староминского райкома комсомола, редактором районной газеты. В 1951 году окончил историко-филологический факультет Ростовского университета, в 1952 году — курсы редакторов газет при ЦК КПСС, в 1956 году — аспирантуру Литературного института им. Горького. Кандидат филологических наук. В течение семи лет Н. Ф. Веленгурин работал в аппарате Краснодарского крайкома КПСС.
В 1939 году в периодической печати появляются его первые произведения. В 1961 году Николай Федорович принят в члены Союза писателей СССР. В 1968—1972 годах Николай Фёдорович был главным редактором ежемесячника «Кубань», выпустил 39 его номеров. Был избран ответственным секретарем краевого отделения Союза писателей РСФСР, руководил правлением Краснодарского краевого отделения общества книголюбов.
За время своей профессиональной литературной работы Николай Федорович опубликовал ряд книг, около трехсот рассказов, очерков, статей и рецензий в различных журналах и газетах страны. На протяжении многих лет Н. Ф. Веленгурин работал над циклом книг о писателях XIX и XX столетий, судьбы которых связаны с Кубанью и Кавказом.
Николай Фёдорович Веленгурин, автор около 20 книг, среди которых: «Бросок комиссара», «Молодой Фадеев», «Александр Степанов и его книга о Порт-Артуре», «Михаил Шолохов», «Литературные портреты», «Дорога к лукоморью», «Южная соната» и др., более 300 рассказов, очерков, статей и рецензий в журналах и газетах страны и края.
За активную литературную и общественную деятельность Николай Фёдорович Веленгурин в 1974 году был награждён Почётной грамотой Президиума Верховного Совета РСФСР. Некоторые произведения Н. Ф. Веленгурина печатались на английском, французском, испанском, польском языках, на языках ближнего зарубежья.

## Знакомство с Шолоховым
Знакомство Николая Фёдоровича Веленгурина с М. А. Шолоховым началось в 1947 году, когда Веленгурин отправил Шолохову свой рассказ. Николай Фёдорович вспоминал:
...вскоре из Вёшенской пришёл ответ, в котором писатель очень доброжелательно отнёсся к этой моей ученической пробе и советовал продолжать творческую работу...
В своих книгах и статьях Николай Фёдорович Веленгурин описал ряд встреч М. А. Шолохова с читателями. Шолохов рекомендовал школьникам чтение классиков русской литературы, из советских писателей выделил А. Н. Толстого, А. А. Фадеева, К. Г. Паустовского, из зарубежных — В. Шекспира, О. де Бальзака:
Шекспира надо видеть не только на сцене. Читая Шекспира, наслаждаешься его образами, ощущаешь, как великолепно развёртывается сюжет <...> Бальзака надо читать обязательно. Если не всю «Человеческую комедию», то отдельные её книги.
В книге «Михаил Шолохов: Кубанские страницы» Н. Ф. Веленгурин описал встречу М. А. Шолохова с председателем Краснодарского рыбколхозсоюза В. В. Кадинцем и группой кубанских рыбаков, «самых достойных, передовиков пятилетки, орденоносцев». В разговоре Шолохов коснулся экологических проблем, связанных со спасением Азовского моря. В монографии «Литература и жизнь» Николай Фёдорович Веленгурин анализировал композицию «Тихий Дон» с точки зрения логики развития судеб героев произведения.

## Награды и звания
- Орден Отечественной войны I степени
- Орден Отечественной войны II степени
- Заслуженный работник культуры РСФСР
- Почётный гражданин города Абинска
- Почётная грамота Президиума Верховного Совета РСФСР

## Произведения Н. Ф. Веленгурина
- Александр Степанов и его книга о Порт-Артуре. — М.: Знание, 1965. — 32 с.
- Бросок комиссара: докум. повесть. — Краснодар: Кн. изд-во, 1970. — 247 с.
- Владимир Ставский: критико-биограф. очерк. — Краснодар: Кн. изд-во, 1958. — 128 с.
- Дорога к лукоморью: очерки о писателях в нашем крае. — Краснодар: Традиция, 2013. — 420, [1] с. — (Библиотека кубанского школьника).
- Литературные этюды. — Краснодар: Кн. изд-во, 1963. — 180 с.
- Литературные портреты. — Краснодар: Кн. изд-во, 1966. — 343 с.
- Михаил Шолохов. Кубанские страницы. — Краснодар: Кн. изд-во, 1976. — 47, [1] с.
- Молодой Фадеев. — Краснодар: Кн. изд-во, 1972. — 257 с.
- Пути и судьбы: лит. очерки. — Краснодар: Кн. изд-во, 1988. — 252 с.
- Связь времен. — Краснодар: Кн. изд-во, 1969. — 344 с.
- Южная соната: очерки о писателях в нашем крае. — Краснодар: Кн. изд-во, 1979. — 188, [2] с.